# Антонюк Дмитро Григорович
Дмитро Григорович Антонюк (нар. 4 жовтня 1986, Житомир, УРСР) — український футболіст, захисник клубу «Поппенройт» (Вальдерсгоф).

## Клубна кар'єра
Футболом почав займатися з 8-річного віку. У 15 років потрапив в академію житомирського «Полісся». Дебютував за житомирський колектив у поєдинку кубку України проти «Борисфена». Потім перейшов в академію донецького «Шахтаря». В складі «Полісся» та «Шахтаря» виступав у молодіжному чемпіонаті України (ДЮФЛУ). У чемпіонаті України дебютував 28 вересня 2001 року в складі житомирського «Полісся» в поєдинку проти донецького «Шахтаря-2». У 2002 році перейшов до складі донецького «Шахтаря». Спочатку виступав у третій та другій команді гірників, допоки 17 червня 2007 року не дебютував за першу команду донеччан у Вищій лізі в поєдинку проти запорізького «Металурга». Влітку 2008 року став гравцем «Княжої» (Щасливе), однак взимку перейшов у «Фенікс-Іллічовець». У січні 2010 року відправився на збір у Туреччину разом з сімферопольською «Таврією». Влітку 2010 року був відданий в оренду до сусідньої «Кримтеплиці» (с. Молодіжне). На початку 2011 року перейшов до івано-франківського «Прикарпаття». У липні 2011 року підписав новий контракт з «Арсеналом» (Біла Церква). Після цього виступав в аматорській ФК «Путрівці». Влітку 2013 року перейшов до клубу «Нафтовик-Укрнафта» (Охтирка). Після приходу Володимира Книша залишив розташування клубу. Через два роки повернувся до білоцерківського клубу, який тепер виступав під назвою «Арсенал-Київщина». На початку липня нове керівництво «Арсенала» запрсило Дмитра на перегляд, а в середині місяця підписав повноцінний контракт з білоцерківцями. Наприкінці лютого 2016 року став гравцем чорногорського клубу «Дечич». У сезоні 2016/17 років виступав у складі «Баварія» (Гоф) з Регіоналліги. Проте за підсумками сезону клуб Дмитра посів останнє місце та понизився в класі, а сам футболіст зіграв у 8 матчах чемпіонату, при чому в жодному з них не був на полі сі 90 хвилин. З 2017 року захищає кольори напівпрофесійного німецького клубу «Поппенройт» (Вальдерсгоф).

## Кар'єра в збірній
З 2002 по 2005 роки виступав у юнацьких збірних України U-17 та U-19.

## Досягнення
- Вища ліга
  -  Срібний призер (1): 2007